# جرملی اسلیت
جرمی اسلیت (انگلیسی: Jeremy Slate؛ ‏ ۱۷ فوریهٔ ۱۹۲۶ – ۱۹ نوامبر ۲۰۰۶) بازیگر اهل ایالات متحده آمریکا بود.
او در فیلم مرد چمن‌زن و تعطیلات در سوئد بازی کرده است.